# Tetrastigma leucostaphylum
Espèce
Classification APG III (2009)
Tetrastigma leucostaphylum ou Vigne de châtaignier indien est une espèce de plantes à fleurs de la famille des Vitacées qui se trouve au Sri Lanka, Assam, Andhra Pradesh, Karnataka, Kerala, Meghalaya, Orissa, Tamilnadu, Népal et Asie du Sud-Est. 
Les noms régionaux incluent « Noltenga » en assamais, « Pirantaikkoti » en tamoul, « Kond Draaksha » en télougou. 